# Blang Tidiek
Blang Tidiek is een bestuurslaag in het regentschap Pidie van de provincie Atjeh, Indonesië. Blang Tidiek telt 294 inwoners (volkstelling 2010).